# Ramat Gan

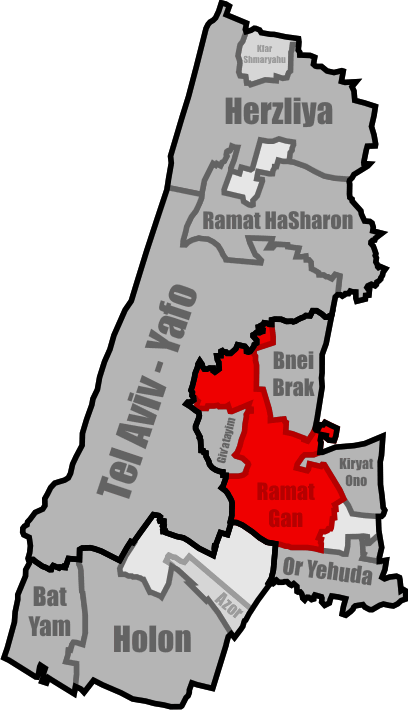
Localização de Ramat Gan no Distrito de Tel Aviv.

Ramat Gan (em hebraico:  רמת-גן) é uma cidade de Israel, imediatamente a leste de Tel Aviv, e parte da metrópolis conhecida como Gush Dan, no distrito de Tel Aviv. Tem cerca de 150.000 residentes. 25% do terreno de Ramat Gat é constituido de áreas verdes, sendo uma das zonas urbanas mais "verdes" de Israel. Gan significa "parque" em hebraico.
Ramat Gan é tida por alguns como o maior "mercado de diamantes" do mundo, com o seu bairro próprio.
Em Ramat Gan situa-se um dos edifícios mais altos do Médio Oriente, com 244 metros, o City Gate de Ramat Gan.
Em Ramat Gan situa-se também a Universidade Bar Ilan, o Centro médico Sheba e o maior jardim zoológico de Israel.

## Geminações
Possui as seguintes cidades-gémeas:
| - Barnet, Londres, Reino Unido - Kassel, Alemanha - Main-Kinzig, Alemanha - Phoenix, Arizona, EUA - San Borja, Lima, Peru |  | - Estrasburgo, França - Szombathely, Hungria - Weinheim, Alemanha - Wrocław, Polónia - Shenyang, China |  | - Mendoza, Argentina - Penza, Rússia - Taoyuan, Taiwan |